# Tianping (socken i Kina, Guizhou)
Tianping (kinesiska: 天坪, 天坪乡) är en socken i Kina. Den ligger i provinsen Guizhou, i den sydvästra delen av landet, omkring 210 kilometer norr om provinshuvudstaden Guiyang. Antalet invånare är 17043. Befolkningen består av 8 227 kvinnor och 8 816 män. Barn under 15 år utgör 24,0 %, vuxna 15-64 år 62 %, och äldre över 65 år 12,0 %.